# Huân chương Cờ đỏ

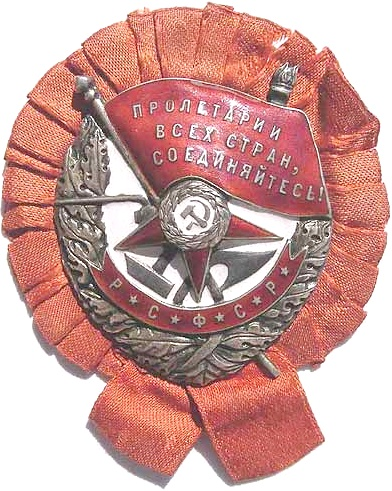
Mẫu đầu tiên từ năm 1918-1924

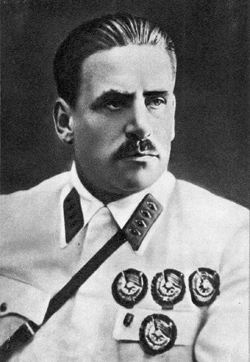
Nguyên soái Vasily Blyukher đeo 4 huân chương cờ đỏ

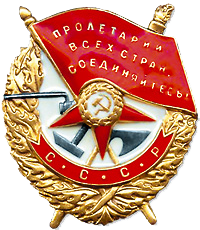
Mẫu mới huân chương cờ đỏ

Nguyên soái Timoshenko đeo 4 huân chương cờ đỏ

Biểu trưng hải quân

Huân chương Cờ đỏ (tiếng Nga: Орден Крaсного Знамени) là huân chương đầu tiên của hồng quân. Huân chương được đặt ra ngày 16 tháng 9 năm 1918, trong Nội chiến Nga bởi Ủy ban trung ương toàn Nga. Nó là huân chương cao nhất trước khi Huân chương Lenin được thiết lập năm 1930. Các Huân chương Cờ Đỏ là một giải thưởng cho sự cống hiến và lòng can đảm trong bảo vệ Tổ quốc xã hội chủ nghĩa.
Huân chương Cờ Đỏ trao cho binh sĩ của Hồng quân, Hải quân, Biên phòng và các lực lượng an ninh nội bộ, nhân viên của Ủy ban An ninh Nhà nước Liên Xô và các công dân Liên Xô, tàu chiến và các hiệp hội. Ngoài ra, huân chương Cờ Đỏ có thể được trao cho những người không phải là công dân của Liên Xô.

## Lịch sử
Huân chương được đặt ra ngày 16 tháng 9 năm 1918, trong Nội chiến Nga bởi Ủy ban trung ương toàn Nga.
Người đầu tiên được tặng huân chương là Vasily Blyukher vào ngày 28 tháng 9 năm 1918. Người thứ 2 là Iona Yakir.
Huân chương Cờ Đỏ chính thức bắt đầu được xuất hiện vào năm 1918với dạng Huân chương Cờ Đỏ của Liên bang Nga. Phần thường này được trao tặng cho các công dân của nước Cộng hòa đã hết mình phục vụ cho quân đội. Sau đó, các nước Cộng hòa khác thuộc Liên Xô đã làm theo nước Nga và tự họ đã phát hành các kiểu huân chương riêng cho đất nước mình. Azerbaijan là nước đầu tiên sau nước Nga ban hành Huân chương Cờ Đỏ này. Sau khi Liên bang Cộng hòa Xã hội Chủ nghĩa Xô Viết (Liên Xô) được thành lập năm 1922, tất cả các huân chương quân đội của các quốc gia thuộc liên bang trở thành Huân chương – Cờ Đỏ. Ngay từ thời gian đầu, Huân chương đã được phân bổ cho từng quốc gia trong Liên Xô để được những người được nhận phần thưởng này của quốc gia đó sẽ lưu giữ. Đây là một phần thưởng mang ý nghĩa lịch sử rất to lớn, nó được trao tặng trong thời kỳ nội chiến và là biểu tượng để ghi nhớ các sự kiện anh hùng
Huân chương Cờ Đỏ đã được trao tặng cho rất nhiều đơn vị hải quân Xô Viết đã có nhiều cống hiến xuất sắc trong thời chiến. Hạm đội Baltic đã được trao tặng vì là một vai trò quan trong cuộc cách mạng Tháng Mười năm 1917, tất cả bốn hạm đội: Hạm đội Bắc, Hạm đội Baltic, Hạm đội Biển Đen và Hạm đội Thái Bình Dương và đội tàu Hải quân Caspian cũng đã được tuyên dương và trao tặng huân chương này vì đã có công đóng góp to lớn trong cuộc Chiến tranh Vệ quốc Vĩ đại (1941-1945). Hạm đội Baltic chính thức được hai lần vinh dự nhận phần thưởng Huân chương Cờ Đỏ.
Trong cuộc Chiến tranh Vệ quốc vĩ đại: Huân chương này được trao tặng 238.000 lần. Và kết quả là từ 1924 đến năm 1991, đã trao tặng hơn 581.300 huân chương Cờ Đỏ.

## Tiêu chuẩn
- Về những hành động đặc biệt quan trọng trong một tình huống chiến đấu với một mối nguy hiểm rõ ràng cho cuộc sống của nhân dân.
- Cho các lãnh đạo nổi bật của hoạt động quân sự của đơn vị quân đội, các hiệp hội và hiển thị sự dũng cảm và lòng can đảm đặc biệt.
- Nổi bật lòng can đảm và dũng cảm thể hiện trong việc thực hiện các nhiệm vụ cụ thể.
- Sự can đảm và dũng cảm nổi bật hiển thị trong khi đảm bảo an ninh Nhà nước, sự bất khả xâm phạm biên giới nhà nước của Liên Xô trong các điều kiện liên quan đến một nguy cơ nguy hiểm cho cuộc sống của nhân dân.
- Cho các hoạt động thành công của các đơn vị quân đội, tàu hải quân, các hiệp hội, trong đó, bất chấp sự kháng cự ngoan cố của kẻ thù, mất mát hoặc điều kiện bất lợi khác là chiếm ưu thế hơn kẻ thù và gây ra một thất bại lớn, hoặc đóng góp cho sự thành công của các hoạt động quân sự.

### Các cá nhân được trao tặng
- Đại tướng Hoàng Văn Thái
- Trung tá Naum Shusterman
- Thiếu úy Gabriel Ilyich Urazovsky
- Phó đô đốc Vasili Arkhipov
- Vasili Mikhailovich Blokhin
- Gleb Bokii
- Nguyên soái Vasily Blyukher (tổng cộng 5 lần)
- Iona Yakir (3 lần)[4]
- Georgy Zhukov (3 lần)
- Nikolai Vlasik (4 lần)
- Điệp viên người Anh Kim Philby (1 lần)
- Đại tướng David Dragunsky
- Ivan Fedyuninsky (5 lần)
- Nguyên soái Leonid Govorov
- Mikhail Vasilyevich Vodopianov
- Yakov Borisovich Zel'dovich
- Nguyên soái Aleksandr Vasilevsky (2 lần)
- Nguyên soái Rodion Malinovsky (3 lần)
- Thủy thủ Mikhail Minin
- Tay súng bắn tỉa Vasily Zaytsev
- Sasha Fillipov
- Gayk Bzhishkyan
- Nguyên soái Semyon Timoshenko (5 lần)
- Leon Trotsky
- Joseph Stalin[5]
- Nina Romashkova
- Sergey Biryuzov
- Ios Teper
- Issa Pliyev
- Aleksei Grigorievich Stakhanov
- Yevgeny Khrunov
- Pavel Dybenko (3 lần)
- Pavel Soloviev
- Vyacheslav Ivanovich Zof
- Bolesław Kontrym (3 lần)
- Abram Slutsky (2 lần)
- Nhà cộng sản người Croatia Aleksa Dundić
- Alexander Pylcyn
- Trung tá Konstantin Krasavin (3 lần)
- Volodia Dubinin

### Tập thể
- Hạm đội Baltic (2 lần)
- Hạm đội Biển Bắc (1 time)
- Hạm đội Thái Bình Dương (1 lần)
- Quân khu Viễn Đông
- Tập đoàn quân 1
- Tập đoàn quân xe tăng Cận vệ số 1
- Tập đoàn quân xe tang Cận vệ số 2
- Sư đoàn súng trường số 1
- Sư đoàn súng trường số 6
- Sư đoàn súng trường số 24
- Sư đoàn súng trường Cận vệ số 27
- Sư đoàn súng trường Cận vệ số 39 (2 lần)
- Sư đoàn mô tô súng trường số 19
- Sư đoàn dù Cận vệ số 76
- Sư đoàn súng trường số 85
- Sư đoàn súng trường Cận vệ số 100
- Sư đoàn dù Cận vệ Tula số 106
- Trung đoàn súng trường số 17, Sư đoàn súng trường số 32
- Lữ đoàn cơ giới số 72
- Trung đoàn không quân Normandie-Niemen

## Liên kết khác
- Legal Library of the USSR (Russian language)
- MONDVOR (Russian language)